# Persone di nome Jovan
| Questa pagina contiene informazioni ricavate automaticamente dalle voci biografiche con l'ausilio del template Bio e di un bot. L'aggiornamento è periodico e automatico e ricostruisce completamente la pagina. Se manca una persona in questa lista, sei pregato di non aggiungerla, ma accertati piuttosto che la sua voce biografica contenga il template Bio e che i dati anagrafici siano correttamente compilati. Se il template Bio manca, inseriscilo tu stesso o, in alternativa, metti l'avviso {{tmp\|Bio}} che ne segnala la mancanza. Se i dati riportati sono sbagliati, correggi direttamente la voce biografica; le modifiche saranno visibili in questa lista entro pochi giorni. Per chiarimenti vedi il progetto antroponimi. La lista contiene solo le 52 persone che sono citate nell'enciclopedia e per le quali è stato implementato correttamente il template Bio. Pagina aggiornata al 16 ott 2024. |

Questa è una lista di persone presenti nell'enciclopedia che hanno il prenome Jovan, suddivise per attività principale.

## Allenatori di calcio(2)
- Jovan Golić, allenatore di calcio e ex calciatore serbo (Vlasenica, n. 1986)
- Jovan Markoski, allenatore di calcio e ex calciatore serbo (Belgrado, n. 1980)

## Attori(1)
- Jovan Adepo, attore statunitense (Upper Heyford, n. 1988)

## Calciatori(27)
- Jovan Aćimović, ex calciatore jugoslavo (Belgrado, n. 1948)
- Jovan Blagojević, calciatore serbo (Belgrado, n. 1988)
- Jovan Cokić, calciatore jugoslavo (Valjevo, n. 1927 - † 2004)
- Jovan Damjanović, ex calciatore serbo (Tenin, n. 1982)
- Jovan Đokić, calciatore serbo (Brus, n. 1992)
- Jovan Gojković, calciatore serbo (Čačak, n. 1975 - Belgrado, † 2001)
- Jovan Ilić, calciatore bosniaco (Bijeljina, n. 2000)
- Jovan Jezerkić, calciatore jugoslavo (Beška, n. 1920 - Belgrado, † 2000)
- Jovan Kokir, calciatore serbo (Belgrado, n. 2000)
- Jovan Kostovski, ex calciatore macedone (Skopje, n. 1987)
- Jovan Krneta, calciatore serbo (Belgrado, n. 1992)
- John Lukic, ex calciatore inglese (Chesterfield, n. 1960)
- Jovan Lukić, calciatore serbo (Valjevo, n. 2002)
- Jovan Manev, calciatore macedone (Kočani, n. 2001)
- Jovan Marković, calciatore serbo (Belgrado, n. 2001)
- Jovan Mijatović, calciatore serbo (Belgrado, n. 2005)
- Jovan Miladinović, calciatore jugoslavo (Belgrado, n. 1939 - Belgrado, † 1982)
- Jovan Milošević, calciatore serbo (Čačak, n. 2005)
- Jovan Nikolić, calciatore montenegrino (Nikšić, n. 1991)
- Jovan Nišić, calciatore serbo (Belgrado, n. 1998)
- Jovan Popzlatanov, calciatore macedone (Skopje, n. 1996)
- Jovan Ružić, calciatore jugoslavo (Belgrado, n. 1898 - Belgrado, † 1973)
- Jovan Stanković, ex calciatore serbo (Pirot, n. 1971)
- Jovan Stojanović, calciatore serbo (Belgrado, n. 1992)
- Jovan Tanasijević, ex calciatore montenegrino (Pristina, n. 1978)
- Jovan Vlalukin, calciatore serbo (Novi Sad, n. 1999)
- Jovan Čađenović, calciatore montenegrino (Cettigne, n. 1995)

## Cestisti(3)
- Jovan Harris, ex cestista statunitense (Richmond, n. 1981)
- Jovan Kljajić, cestista montenegrino (Podgorica, n. 2001)
- Jovan Novak, cestista serbo (Vršac, n. 1994)

## Direttori d'orchestra(1)
- Jovan Šajnović, direttore d'orchestra serbo (Belgrado, n. 1924 - Belgrado, † 2004)

## Dirigenti sportivi(1)
- Jovan Kirovski, dirigente sportivo, allenatore di calcio e ex calciatore statunitense (Escondido, n. 1976)

## Generali(1)
- Jovan Divjak, generale e scrittore jugoslavo (Belgrado, n. 1937 - Sarajevo, † 2021)

## Geografi(1)
- Jovan Cvijić, geografo serbo (n. 1865 - † 1927)

## Giocatori di calcio a 5(1)
- Jovan Lazarević, giocatore di calcio a 5 serbo (Smederevo, n. 1997)

## Pallavolisti(1)
- Jovan Djokic, pallavolista svizzero (Losanna, n. 1993)

## Pesisti(1)
- Jovan Lazarević, ex pesista jugoslavo (n. 1952)

## Poeti(1)
- Jovan Jovanović Zmaj, poeta serbo (Novi Sad, n. 1833 - Sremska Kamenica, † 1904)

## Politici(3)
- Jovan Avakumović, politico serbo (Belgrado, n. 1841 - Rogaska Slatina, † 1928)
- Jovan Marinović, politico e diplomatico serbo (Sarajevo, n. 1821 - Villers-sur-Mer, † 1893)
- Jovan Ristić, politico e diplomatico serbo (Kragujevac, n. 1831 - Belgrado, † 1899)

## Principi(1)
- Jovan Vladimir, principe serbo († 1016)

## Rapper(1)
- Jibbs, rapper statunitense (Saint Louis, n. 1990)

## Scrittori(3)
- Jovan Dučić, scrittore serbo (Trebigne, n. 1871 - Gary, † 1943)
- Jovan Sterija Popović, scrittore, drammaturgo e docente serbo (Vršac, n. 1806 - Vršac, † 1856)
- Jovan Skerlić, scrittore e critico letterario serbo (Belgrado, n. 1877 - Belgrado, † 1914)

## Scultori(1)
- Jovan Kratohvil, scultore e tiratore a segno jugoslavo (Belgrado, n. 1924 - Belgrado, † 1998)

## Storici(1)
- Jovan Rajić, storico, teologo e docente serbo (Sremski Karlovci, n. 1726 - Kovilj, † 1801)

## Velocisti(1)
- Jovan Stojoski, velocista serbo (Belgrado, n. 1997)